# Jaime Colomé
Jaime Colomé Valencia (L'Avana, 30 giugno 1979) è un ex calciatore cubano, di ruolo centrocampista.